# 白沙滩旧石器地点
白沙滩旧石器地点，位于中国吉林省镇赉县白沙滩江边，为一个省级文物保护单位，类型为古遗址，公布时间为2007年5月31日。该文物保护单位由镇赉县文管所管理。
白沙滩旧石器地点的历史年代为旧石器。